# Проста двуделна форма
Проста двуделна форма e музикална форма в музиката, която се състои от два дяла. Изучаването ѝ е обект на изследване от науката музикален анализ. Състои се от два дяла, всеки от които по мащаб не надвишава музикален период. За нейните дялове е целесъобразно означаване с малки букви а и b; a – първи дял и b – втори дял. Съотношенията на запева и припева в тези ранни образци в много случаи показват по-скоро наличие на външна връзка между тях, отколкото закономерни вътрешни връзки, разкриващи спецификата на формата. В зрелите образци дяловете на простата двуделна форма изпълняват определена функция и са свързани от единна линия на развитие.
Първият дял на простата двуделна форма представлява експозиционен период, най-често период с повторен строеж. В хармоническо отношение първият дял най-често завършва с пълна каденца в главната тоналност, така както е посочен в примера, или модулиа до неотдалечената тоналност, в повечето случаи доминантовата или на III степен.
Вторият дял на простатата двуделна форма изпълнява разнообразна и усложнена функция. В зависимост от това се определят два основни типа проста двуделна форма:соп
- репризна, която оси своето наименование от функцията на втория дял, който съдържа белези на репризност.

Първата фаза представлява зародишна, неразвита средна част. По своето съдържание тя създава известен контраст чрез развитие на тематичен материал от първия дял, макар в малък мащаб или чрез въвеждане на относително нов тематичен материал. Второто полуизречение представлява зародишна (неразвита) реприза и възстановява първото или второто полуизречение от първия дял, създавайки тематично и тонално единство във формата. По такъв начин вторият дял придобива усложнена функция, която мое да бъде наречена контрастно-отражателна.
- безрепризна, която има две разновидности: контрастна и развиваща.

Контрастната проста двуделна форма се състои от два дяла, различни по своето тематично съдържание. Най-често те са структрно оформени като периоди, изпълняващи различна функция. Първият дял изпълнява експозиционна функция, докато вторият създава контраст и същевременно изпълнява завършваща функция, която изразява в наличието на тонална реприза. Контрастната проста двуделна форма показва известна близост с репризната проста двуделна форма. Това, което сближава двата типа, е ролята и функцията на втория дял, който и в двата случая е носител на контраст.
Развиваща

## Произход на простата двуделна форма
Произходът на простата двуделна форма се корени в народните песни със запев и припев.